# Kostelec u Jihlavy
Kostelec (deutsch Wolframs) ist eine Gemeinde in Tschechien. Sie liegt acht Kilometer südwestlich des Stadtzentrums von Jihlava (deutsch Iglau) und gehört zum Okres Jihlava.

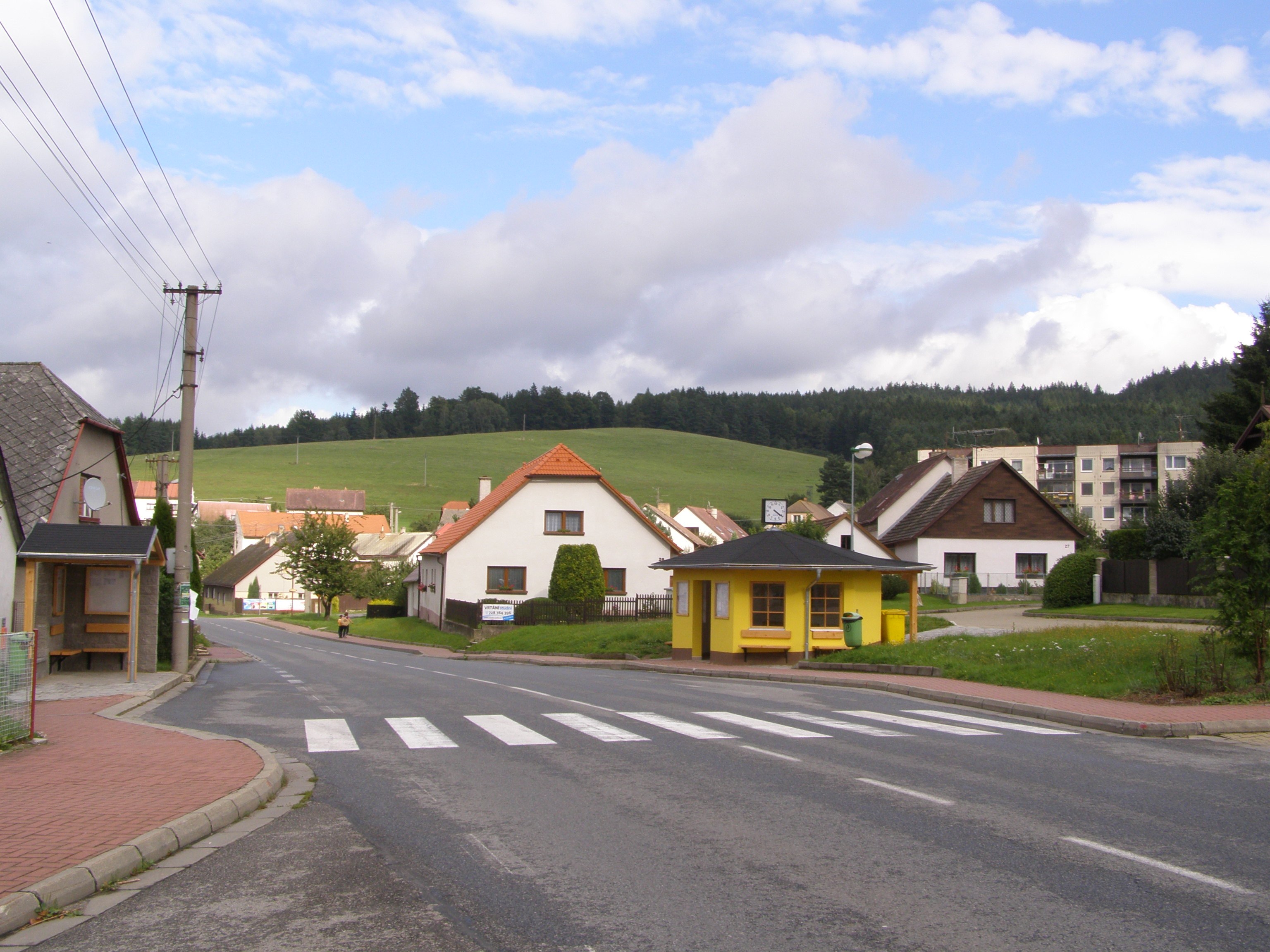
Hauptstraße in Kostelec

## Geographie
Kostelec befindet sich am rechten Ufer der Jihlava an der Einmündung des Třešťský potok in der Böhmisch-Mährischen Höhe. Der mährische Ort liegt an der durch die Jihlava gebildeten historischen Landesgrenze zu Böhmen. Nordöstlich erheben sich der Na Šibenici (Galgenbügel, 576 m) und Kamenný kopec (Stumpfhübel, 604 m), im Osten der Kostelecký vrch (Biegel, 656 m). Südlich liegt der Silniční rybnik (Straßenteich). Linksseitig der Jihlava verläuft die Bahnstrecke Veselí nad Lužnicí–Jihlava, von der am einen knappen Kilometer westlich des Ortes gelegenen Bahnhof die Strecke Kostelec u Jihlavy–Slavonice abzweigt.
Nachbarorte sind Kostelecký Dvůr und Dvorce im Norden, Vysoká im Nordosten, Rančířov und Čížov im Osten, Popice im Südosten, Salavice im Süden, Nový Svět und Dolní Cerekev im Südwesten, Hutě im Westen sowie Cejle im Nordwesten.

## Geschichte
Das Dorf entstand im Zuge der Kolonisation der mährischen Grenzgebiete zu Böhmen unter den Přemysliden durch deutsche Siedler. Wahrscheinlich wurde es im ersten Drittel des 13. Jahrhunderts durch Wolfram pincerna Schenk von Schenkenberg oder von seinen Söhnen Wilhelm und Marquart angelegt. Die Schenkenberger beteiligten sich zu dieser Zeit intensiv an der Besiedlung Mährens. 1233 klagte das böhmische Prämonstratenserkloster Seelau bei Wenzel I. über die Aneignung dem Kloster zustehender Gebiete durch die Söhne des Wolfram. Infolgedessen legte Wenzel eine genaue Abgrenzung der Seelauer und der bischöflichen Řečicer Güter auf der böhmischen Seite der Igel fest. Zu dieser Zeit entstand gegenüber der Furt auf der dem Erzbistum Prag gehörigen böhmischen Seite eine Schutzfeste.
Die erste urkundliche Erwähnung des Dorfes Wolframs erfolgte 1288 im Zuge einer Besitzbestätigung des Iglauer Senats für den Seelauer Abt Jacob über die vom mährischen Münzmeister Dietmar erworbenen Wälder zwischen Popowitz (Popice) und Wolframs. 1360 sind die aus dem böhmischen Kleinadelsgeschlecht der Hammer de Paczaw stammenden Brüder Ulrich Hammer, Hron und Nikolaus als Besitzer des Ortes und der Feste mit dem Beinamen de Costelecz überliefert. 1371 verkaufte Habel de Paczaw das Dorf und die Feste Wolframs an Jaroslav von Sternberg. Die 1408 nochmals in der Landtafel eingetragene Feste wurde wahrscheinlich während der Hussitenkriege zur Zeit der Angriffe der Hussiten und Belagerungen von Iglau zerstört. Als Andraczko de Costelecz die Wolframser Güter 1464 an Drslav Kobik von Opatov verkaufte, wurde die Feste nicht mehr genannt. Johann Kobik veräußerte die Güter 1513 an die Stadt Iglau. Die Bewohner des Ortes bleiben bis zur Mitte des 19. Jahrhunderts nach Iglau untertänig. Das zur Iglauer Sprachinsel gehörende Dorf war größtenteils von Deutschen bewohnt. Der Vestenhof wurde 1777 von der Stadt Iglau aufgeteilt und den Familien Teltscher, Prokesch und Mathes Ohnsorg erblich überlassen, zugleich wurde er dem Kataster von Höfen zugeordnet.
Nach der Aufhebung der Patrimonialherrschaften bildete Wolframs / Kostelec ab 1850 eine Gemeinde im Bezirk Iglau. Vestenhof wurde nunmehr an Zeil angeschlossen 1860 lebten in Wolframs 406 Menschen. 1880 hatte die Gemeinde 411 Einwohner, davon waren 372 Deutsche und 39 Tschechen. Am 3. November 1887 erhielt der Ort mit der Aufnahme der Strecke von Veselí nad Lužnicí nach Iglau durch die Böhmisch-Mährische Transversalbahn einen Eisenbahnanschluss. Zwischen 1897 und 1898 entstand die Lokalbahn von Wolframs nach Telč. Am 18. März 1907 brannte die Dampfmühle von Johann Frühauf nieder. Frühauf verkaufte daraufhin das Anwesen an den Gablonzer Glasexporteur Emil Zimmer und den Glasschleifereibesitzer Josef Schmidt aus Příchovice, die in der Mühle eine Glasschleiferei errichteten. In den Jahren 1910 und 1911 wurde die Bezirksstraße nach Sollowitz gebaut. 1917 erwarben die Besitzer der Ersten Mährische Fabrik für Selchwaren und Konserven G.m.b.H in Studein, Jan Satrapa und Richard Spitzer die ehemalige Glasschleiferei einschließlich der Wasserrechte und des Teiches zusammen mit dem Direktor der Gutsverwaltung Batelov, Karel Czanský, dem Brünner Ingenieur Josef Spitzer und dem Metzger Jan Hammlisch aus Batelov. Auf dem 12 ha großen Gelände gründeten sie die Fabrik für Selchwaren und Konserven G.m.b.H in Wolframs. Nach dem Zweiten Weltkrieg wurden die deutschen Bewohner 1945 vertrieben. 1949 wurde die Gemeinde Kostelec dem Okres Jihlava-okolí zugeordnet und seit 1961 gehört sie wieder zum Okres Jihlava.
Größtes Unternehmen im Ort ist das Fleischwerk Kostelecké uzeniny a.s.

## Ortsgliederung
Für die Gemeinde Kostelec sind keine Ortsteile ausgewiesen.

## Sehenswürdigkeiten

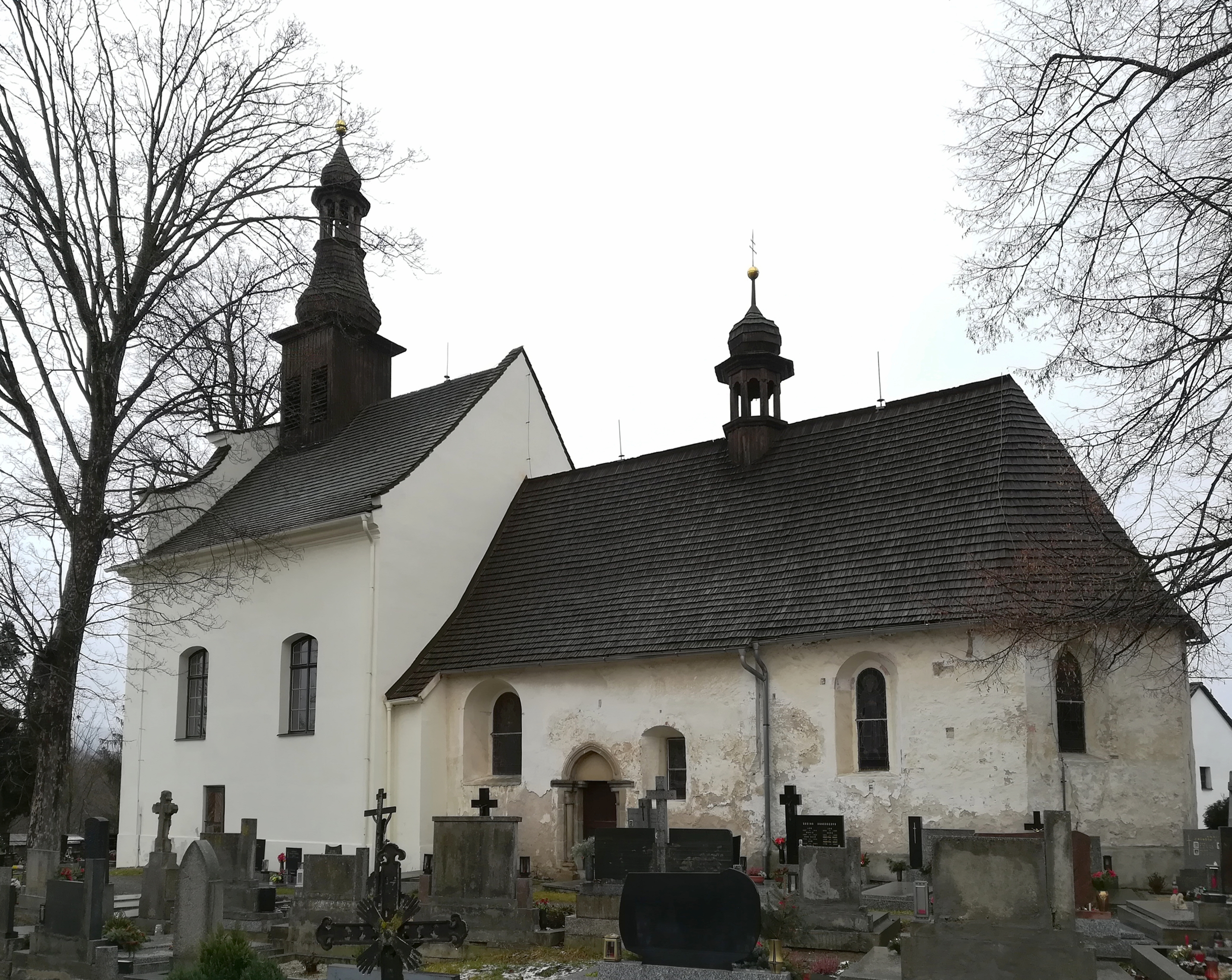
Kirche in Kostelec

- Kirche der hl. Kunigunde, erbaut in der ersten Hälfte des 13. Jahrhunderts und zwischen 1803 und 1805 durch den Baumeister Johann Zeissl barock umgestaltet. Anstelle eines baufälligen Glockenturmes auf dem Dach wurde 1898 der Kirchturm über dem Portal errichtet
- Kostelecký Dvůr (Vestenhof), auf dem Gelände bei der Ohnsorgmühle befand sich auf der böhmischen Seite auf einem erhöhten Platz über der Jihlava eine zu Zeiten Wenzels I. angelegte Schutzfeste
- Kapelle der Jungfrau Maria, zum Ende des 18. Jahrhunderts nordwestlich des Dorfes an einem Hügel errichtet. Zwischen 1994 und 1997 wurde das ruinöse Bauwerk wiederhergerichtet